# Godschalk van Orbais
Godschalk (ook Godescalc, Gotteschalchus) van Orbais (in de buurt van Mainz, ca. 808 - Orbais-l'Abbaye, 30 oktober, tussen 866 en 870) was een Saksische theoloog, monnik en dichter, die het meest bekend is als een vroeg pleitbezorger van de doctrine van de dubbele predestinatie. 

## Vroege carrière
Godschalk werd rond 808 in de buurt van Mainz geboren. Vanaf zijn vroege kindheid hadden zijn ouders hem als oblaat bestemd voor het monastieke leven. Zijn vader was de Saksische graaf Bern of Bernius. Godschalk werd opgeleid in de abdij van Fulda, die toen onder leiding stond van Hrabanus Maurus. Hij raakte bevriend met Walafrid Strabo en Lupus van Ferrières. In juni 829, op de synode van Mainz, verzocht en kreeg hij zijn vrijheid. Als argument gaf hij aan dat hij zich overmatig in zijn vrijheid beknot voelde door zijn abt. Hij vertrok eerst naar de abdij van Corbie, waar hij Ratramnus van Corbie ontmoette, en daarna naar de abdij van Orbais in het bisdom Soissons. Daar bestudeerde hij Sint Augustinus, met als gevolg dat hij een enthousiaste aanhanger werd van de leer van de absolute predestinatie, op een punt ging hij zelfs verder dan Augustinus - Godschalk geloofde niet alleen in predestinatie tot verlossing, maar ook in predestinatie tot verdoeming. Augustinus had zich beperkt tot de leer van "veronachtzaming" (Engels: preterition) als aanvullend op de leer van de uitverkiezing.

## Priesterschap
Tussen 835 en 840 werd Godschalk door Rigbold, de koorbisschop van Reims, tot priester gewijd, dit zonder dat zijn eigen bisschop hierin werd gekend. Voor 840 verliet hij zijn klooster en reisde hij naar Italië, waar hij de leer van de dubbele predestinatie preekte. Hij ging vriendschappelijke betrekkingen aan met Notting, de bisschop van Verona, en Eberhard, de markgraaf van Friuli. 
Hij werd uit Italië verdreven door twee agressieve brieven van Hrabanus Maurus, op dat moment aartsbisschop van Mainz, aan Notting en Eberhard. Vervolgens reisde hij door Dalmatië, Pannonië en Noricum, waar hij echter bleef preken en schrijven. 
Godschalk verbleef tussen 846 en 848 aan het hof van Trpimir I van Kroatië. Zijn werk De Trina deitate is een belangrijke bron van informatie over de regering van Trpimir. Godschalk was getuige van de veldslag en de Byzantijnse strategos, waarschijnlijk van Dalmatië. In deze veldslag was Trpimir de overwinnaar.

## Predestinatie
In oktober 848 presenteerde hij tijdens de synode van Mainz in de Abdij van Sint Alban een gelofte van geloof en een weerlegging van de ideeën van Hrabanus Maurus, uitgedrukt in zijn brief aan Notting. Godschalk werd veroordeeld wegens ketterij, geslagen, gedwongen te zweren dat hij nooit meer het grondgebied van Lodewijk de Duitser zou betreden en overgedragen aan Hincmar, de aartsbisschop van Reims. Hincmar stuurde hem terug naar zijn klooster in Orbais. Het volgende jaar tijdens een  provinciaal overleg in Quierzy, dat werd voorgezeten door Karel de Kale, probeerde hij zijn ideeën te rechtvaardigen, maar werd opnieuw als een ketter en een verstoorder van de openbare vrede veroordeeld. Hij werd uit het priesterschap gezet, gegeseld en verplicht zijn gelofte van geloof te verbranden. Daarna werd hij voor de rest van zijn leven opgesloten in het klooster van Hautvillers. 
Ook daar probeerde Hincmar hem nog over te halen terug te komen op zijn overtuigingen. Godschalk bleef zijn leer van de dubbele predestinatie echter verdedigen. Hij schreef naar zijn vrienden en de meest vooraanstaande theologen van Frankrijk en Duitsland. Dit leidde tot een grote controverse. Prudentius van Troyes, Wenilo van Sens, Ratramnus van Corbie, Lupus van Ferrières en Florus van Lyon spraken zich in lovende termen over Godschalk uit. Hincmar schreef De praedestinatione en De una niet Trina deitate tegen de opvattingen van Godschalk, maar kreeg weinig steun van Johannes Scotus, op wie hij als autoriteit een beroep had gedaan.
De vraag werd bediscussieerd op de synoden van Quierzy  (853), van Valence (855) en van Savonnires (859). Ten slotte nam Paus Nicolaas I de zaak op zich. In 863 droeg hij Hincmar op om voor de raad van Metz te verschijnen. Hincmar kon of wilde niet aan deze oproep tegemoetkomen, maar sprak zich ervoor uit dat Godschalk zelf naar Metz zou gaan om zichzelf voor de paus te verdedigen. Hier kwam echter niets van terecht. Toen Hincmar vernam dat Godschalk ziek was, verbood hij om hem de sacramenten toe te dienen of hem in gewijde grond te begraven, tenzij hij zijn doctrine zou herroepen. Godschalk weigerde dit echter te doen. Hij stierf op 30 oktober tussen 866 en 870.

## Geschriften
Gottschalk was een origineel denker, maar beschikte ook over een heftig temperament, niet in staat tot discipline of matiging zowel wat betreft zijn ideeën als in zijn gedrag. Van zijn vele werken beschikken we over de twee geloften van het geloof (zie Migne, Patrologia Latina, cxxi. c. 347 et seq.), en enkele gedichten, bewerkt door L. Traube in Monumenta Germaniae Historica: Poetae Latini aevi Carolini (707-738). Enkele fragmenten van zijn theologische verhandelingen zijn bewaard gebleven in de geschriften van Hincmar, Johannes Scotus, Ratramnus en Lupus van Ferrières. Sommige van de werken van Godschalk (met inbegrip van De Praedestinatione) zijn nog vrij recent, in 1931, ontdekt in een bibliotheek in Bern. D.C. Lambots Oeuvres theologiques et grammaticales de Godescalc d'Orbais (1945) heeft een goed overzicht van de werken Godschalk. 
Vanaf de 17e eeuw, toen de jansenisten Godschalk verheerlijkten, is er veel over hem geschreven. Twee studies zijn die van F. Picavet, Les Discussies sur la liberté au temps de Gottschalk, de Raban Maur, d'Hincmar, et de Jean Scot, in Comptes rendus de l'acad. des sciences morales et politiques (Parijs, 1896) en A. Freystedt, Gottschalks Studien zu Leben und Lehre, in Zeitschrsft für Kirchengeschichte(1897), vol. xviii.